# Majkop (okręg miejski)
Okręg miejski Majkop (ros. Городской округ г Майкоп) – okręg miejski, jednostka administracyjna wchodząca w skład Republiki Adygeji w Rosji. Ośrodkiem administracyjnym jest miasto Majkop.
W 2022 liczył 161.825 mieszkańców.